# Archiearinae
Archiearinae je potfamilija porodice zemljomerki (Geometridae). Opisao ju je Dejvid Stiven Flečer 1953. godine.

## Rodovi
Potfamilija sadrži sledeće rodove:
- Acalyphes Turner, 1926
- Archiearides D. S. Fletcher, 1953
- Archiearis Hübner, 1823
- Boudinotiana Leraut, 2002 [2]
- Caenosynteles Dyar, 1912
- Dirce Prout, 1910
- Lachnocephala D. S. Fletcher, 1953
- Leucobrephos Grote, 1874

## Spoljašnje veze
- Archiearinae on Fauna Europaea
- https://alciphron.habiprot.org.rs/listing-446357-archiearis-parthenias
- https://alciphron.habiprot.org.rs/listing-446351-boudinotiana-notha